# Dasyatis brachyura
Dasyatis brachyura és una espècie de peix de la família dels dasiàtids i de l'ordre dels myliobatiformes.